# Monarchie

Absolutní monarchie
Polokonstituční monarchie
Konstituční monarchie
Commonwealth realms (konstituční monarchie v personální unii)
Subnárodní monarchie (tradiční)

Monarchie (starořecky μοναρχία monarchía, česky samovláda) je forma vlády ve které je panovník doživotně nebo do své abdikace hlavou státu. Panovník je nejvyšším představitelem a symbolem státu a jeho svrchovanosti. Panovník může vládnout absolutně (tzv. absolutismus) nebo být omezen ústavou (konstituční monarchie). Následnictví je tradičně dědičné, ale existují také volené monarchie. Panovnická autorita je symbolicky vyjádřena panovnickými klenoty, insignii a tituly. Panovnickými tituly jsou například král, císař, chán, chalífa, car nebo sultán. Monarchie byly nejběžnější formou vlády až do 20. století. Dnes má monarchu ve svém čele 44 suverénních států, včetně šestnácti států Commonwealthu, jejichž společnou hlavou státu je britský monarcha. Většina současných monarchií je konstitučních, v nichž panovník nemá prakticky žádné pravomoci  a jeho role je ceremoniální. Hlavní alternativou monarchie je republika.

## Historie
Řecký výraz monarchia (μοναρχία) je klasický a byl použit Herodotem. Jedná se o složený výraz slov μόνος monos ‚jeden / sám‘ a ἀρχεῖν archein‚ vládnout / panovat‘.
Pravzor monarchie, v nichž vládce svou legitimitu odvozuje od některého božstva, však můžeme vysledovat již ve starém Egyptě, kde faraon byl uctíván jako božstvo. Podobný způsob existoval také v císařském systému ve staré Číně, kde byl panovník mj. označován za „Syna nebes“ (čínsky 天子 / tiānzi) a jeho úřad jako „Mandát Nebes“ (天命 / tchien-ming), který mu propůjčoval absolutní moc. Úloha římských císařů jako ochránců křesťanství byla spojena s germánským pojetím posvátnosti panovníka, což vedlo k doktríně božského práva panovníka ve středověku. Japonští císaři byli považováni za žijící bohy až do moderní doby (viz také teokracie). Většina historiků se shoduje, že v nejranějších společnostech nebyl rozdíl mezi postavou krále a nejvyššího kněze, a teprve postupným vývojem se tyto dvě funkce oddělily.
V řadě zemí byla monarchie zrušena v 20. století a staly se republikami v důsledku první a druhé světové války. Prosazování republiky je republikanismus, zatímco prosazování monarchie je monarchismus. V moderní době převládají monarchie spíše mezi malými státy.
V některých historických státech existoval systém souběžného panování 2 či více panovníků, diarchie, duumvirát, triumvirát. Andorra je jediná konstituční diarchie.

## Charakteristika
Monarchie jsou asociovány s doživotní dědičnou vládou panovníka, jehož odpovědnost a moc jeho postavení přechází na následníka. Výhoda dědičné monarchie je okamžitá kontinuita vlády (jak dokládá fráze Král je mrtev, ať žije král). V absolutní monarchii vládne panovník jako autokrat s neomezenou mocí. Absolutní monarchie nejsou nezbytně autoritářské. V konstituční monarchii je panovníkova moc omezena ústavou. Vláda panovníka začíná korunovací či intronizací.
Regent vládne pokud je panovník mladistvý či nepřítomný.
Abdikace je akt, kterým se panovník vzdává vlády.

Francouzský král Ludvík XIV. (vládnoucí v letech 1643–1715) byl nejdéle vládnoucí panovník nezávislého státu v historii

## Následnictví

### Dědičná monarchie
V dědičné monarchii je postavení panovníka děděno podle zákonů nebo zvyklostí následnictví, obvykle v panovnické rodině na základě dynastického původu. Následník je obvykle znám již před svým nástupem na trůn.
V dědičné monarchii všichni panovníci pocházejí zpravidla ze stejné dynastie a koruna přechází z jednoho člena rodu na druhého. Tento systém má výhodu stability, kontinuity a předvídatelnosti, stejně jako vnitřních stabilizujících faktorů jakými jsou rodová náklonnost a loajalita. To platí ale hlavně ve společnostech moderních. Ve starověku a středověku vznikaly o následnictví často kruté spory, které nejednou strhly celou zemi do občanské války.
Když král nebo královna dědičné monarchie zemře nebo odstoupí, koruna obvykle připadne další generaci, tj. jeho nebo jejímu potomkovi, obvykle v určité posloupnosti seniority. Když tento potomek zemře, koruna přechází plynule jeho potomkům, nebo pokud nemá dědice, pak dále na bratra či sestru, sestřenku, bratrance, nebo další přímé příbuzné. Dědičné monarchie nejčastěji určují následnictví podle legislativně daného, přesně určeného pořadí následnictví, tudíž je dlouho dopředu známo, kdo bude příštím panovníkem. Dnešní obvyklý typ následnictví je v dědičných monarchiích založen na určité formě primogenitury, ale existují i další metody jako například seniorát, tanistry nebo rotační následnictví, které byly obvyklejší v minulosti. V minulosti se také vedli spory o nástupnictví žen - typickým příkladem je obtížné prosazování tzv. pragmatické sankce v rakouské monarchii v 18. století. Tento dokument měl zajistit nástupnictví po Karlu VI. pro jeho dceru Marii Terezii v případě, že by nezanechal mužské potomky. Okolní země po smrti Karla VI. pragmatickou sankci nerespektovaly a Marie Terezie si musela následnictví vybojovat válkou. Následnictví uhájila, ovšem za cenu územních ztrát. 
V úplných začátcích státnosti to bylo ovšem obvykle tak, že králem se stal úspěšný válečník, který ovládl nejvíce půdy a obchodních cest. V nejstarších civilizacích musel první panovník podle některých historiků obstát hlavně jako infrastrukturní budovatel, který byl schopen vyřešit hlavně zavlažování - typické to bylo ve starém Egyptě. Německo-americký historik Karl Wittfogel v této souvislosti mluvil o "hydraulickém" principu moci.

### Volená monarchie
Volená monarchie je monarchie, ve které je panovník volen určenou skupinou šlechty. Ta zvolí buď šlechtice zahraničního, nebo šlechtice ze svých řad. Polské království a Svatá říše římská německého národa byly až do svých posledních dní volebními monarchiemi. Některé státy se systémem volební monarchie fungují dosud, jsou čtyři: Vatikán, Kambodža, Malajsie a Spojené arabské emiráty. Volba krále-cizince byla zejména ve středověku častější než dosazení domácího šlechtice na trůn, neboť šlechta by se na vyzdvižení některého z místních rodů neshodla a od cizího krále si nezřídka slibovala jeho horší orientaci v domácích poměrech, a tím pádem vyšší moc šlechty. Nebylo neobvyklé také různé uplácení místní šlechty při takové volbě. I v případě, že monarchie je dědičnou, stává se obvykle volenou ve chvíli, kdy královský rod vymře. V některých případech je volba omezena různými podmínkami, třeba náboženskými - kupříkladu britským monarchou může být zvolen jen protestant. 

## Role šlechty a církve
Mezi králem a šlechtou v minulosti existoval složitý vztah, na jedné straně měl král ke šlechtě přirozeně blízko a ona tvořila jeho dvůr, na druhé straně šlechta nezřídka usilovala o část panovnické moci, a král se tak opíral spíše o města a měšťany, pro něž byla autorita krále neotřesitelná a navíc byly pro krále často zajímavější i ekonomicky. Král nicméně šlechtu potřeboval k důležité funkci - šlechtici v případě ohrožení země byly jeho armádou, přesněji sborem velitelů, z nichž každý králi dodal v takové chvíli ozbrojené poddané. Sám král disponoval obvykle jen malou družinou. Tento problém některé monarchie v pozdější fázi vývoje vyřešily založením profesionální státní armády, což poté povětšinou vedlo k úpadku šlechty a její společenské prestiže. Někdy se stalo, že šlechta krále zastínila úplně, například v jisté etapě japonských dějin byl císař nucen svěřit zemi šógunátu, vojenským šlechticům.  
Královu moc omezoval - na křesťanském západě - ještě další prvek - církev, která také někdy měla ke králi konkurenční vztah. Tento jev byl jedním z motorů reformace. Minimálně v Anglii, kde král problém svéhlavé církve řízené ze zahraničí vyřešil tím, že se stal hlavou církve národní, tedy protestantské. V jiných kulturních okruzích, včetně křesťanského východu, tento problém neexistoval, církve zde byly přirozeně státní a král na ně měl velký vliv. Přestože však západoevropští králové s církví někdy soupeřili, je zjevné, že sekularizace společnosti na počátku novověku jim vzala velkou část legitimity. Jakmile lidé přestali věřit v Boha, přestali věřit i v to, že panovník vládne z boží vůle, a přestali cítit zábranu při snaze jeho moc omezit. Svrchovanost již v jejich očích neměl král, ale lid či národ. Někdy byly monarchie i násilně smeteny (nejznámějším je asi příklad francouzské revoluce, během níž byl král popraven). Přežily jen ty monarchie, kde se král upozadil, tam kde se stal nositelem nacionalismu (například v jisté chvíli v Itálii), anebo tam, kde role náboženství zůstala silná - například v islámském světě. 